# Гарсия, Алекс (боец)
Ленин Билли Гарсия Сириако (исп. Lenin Billy Garcia Ciriaco; род. 14 июля 1987, Сантьяго-де-лос-Трейнта-Кабальерос), более известный как А́лекс Гарси́я (исп. Alex Garcia) — доминиканский боец смешанного стиля, представитель полусредней весовой категории. Выступает на профессиональном уровне начиная с 2009 года, известен по участию в турнирах бойцовской организаций UFC.

## Биография
Алекс Гарсия родился 14 июля 1987 года в городе Сантьяго-де-лос-Трейнта-Кабальерос, Доминиканская Республика. Серьёзно увлёкся единоборствами в 2005 году, практиковал бразильское джиу-джитсу, выиграв в этой дисциплине несколько медалей на региональных турнирах. Прежде чем начать зарабатывать в ММА, работал барменом.

### Начало профессиональной карьеры
Дебютировал в смешанных единоборствах на профессиональном уровне в августе 2009 года, заставил своего соперника сдаться в первом же раунде с помощью рычага локтя и тем самым стал чемпионом местной доминиканской организации Alianza Full Contact.
Впоследствии переехал на постоянное жительство в Монреаль, Канада, где продолжил тренироваться и выступать на соревнованиях. Дрался преимущественно на турнирах небольшого промоушена Ringside MMA, где одержал в общей сложности пять побед и удостоился права оспорить титул временного чемпиона в полусредней весовой категории. Тем не менее, титульный бой проиграл нокаутом американцу Сету Бачински, потерпев первое в профессиональной карьере поражение.

### Ultimate Fighting Championship
Имея в послужном списке десять побед и только лишь одно поражение, Гарсия привлёк к себе внимание крупнейшей бойцовской организации мира Ultimate Fighting Championship и в октябре 2013 года подписал с ней долгосрочное соглашение. Дебютировал в октагоне UFC уже в ноябре, на 43 секунде первого раунда отправил в нокаут Бена Уолла.
В 2014 году выиграл раздельным решением судей у Шона Спенсера, но единогласным решением проиграл Нилу Магни.
Одержав в 2015 году победу над Майком Суиком, затем в 2016 году провёл два боя: техническим нокаутом уступил Шону Стрикленду и нокаутировал в первом же раунде Майка Пайла — в последнем случае заработал бонус за лучшее выступление вечера.
В 2017 году потерпел поражение единогласным судейским решением от Тима Минса, после чего заставил сдаться Муслима Салихова, поймав его на удушающий приём сзади.
В апреле 2018 года единогласным решением проиграл Райану Лафлейру.

## Статистика в профессиональном ММА
| Боёв 23  | Побед 15 | Поражений 8 |
| -------- | -------- | ----------- |
| Нокаутом | 6        | 4           |
| Сдачей   | 6        | 0           |
| Решением | 3        | 4           |

| Результат | Рекорд | Соперник             | Способ                     | Турнир                                   | Дата             | Раунд | Время | Место                       | Примечание                                                    |
| --------- | ------ | -------------------- | -------------------------- | ---------------------------------------- | ---------------- | ----- | ----- | --------------------------- | ------------------------------------------------------------- |
| Поражение | 15-8   | Абдул-Рахман Джанаев | Технический нокаут         | ACA 105                                  | 6 марта 2020     | 2     | 0:44  | Алматы, Казахстан           |                                                               |
| Поражение | 15-7   | Ибрагим Чужигаев     | Технический нокаут (удары) | ACA 99 - Bagov vs. Khaliev               | 27 сентября 2019 | 1     | 1:52  | Москва, Россия              |                                                               |
| Поражение | 15-6   | Корт Макги           | Единогласное решение       | UFC Fight Night: Volkan vs. Smith        | 27 октября 2018  | 3     | 5:00  | Монктон, Канада             |                                                               |
| Поражение | 15-5   | Райан Лафлейр        | Единогласное решение       | UFC Fight Night: Barboza vs. Lee         | 21 апреля 2018   | 3     | 5:00  | Атлантик-Сити, США          |                                                               |
| Победа    | 15-4   | Муслим Салихов       | Сдача (удушение сзади)     | UFC Fight Night: Bisping vs. Gastelum    | 25 ноября 2017   | 2     | 3:22  | Шанхай, Китай               |                                                               |
| Поражение | 14-4   | Тим Минс             | Единогласное решение       | UFC Fight Night: Chiesa vs. Lee          | 25 июня 2017     | 3     | 5:00  | Оклахома-Сити, США          |                                                               |
| Победа    | 14-3   | Майк Пайл            | KO (удар рукой)            | UFC 207                                  | 30 декабря 2016  | 1     | 3:34  | Лас-Вегас, США              | Выступление вечера.                                           |
| Поражение | 13-3   | Шон Стрикленд        | TKO (удары руками)         | UFC Fight Night: Cowboy vs. Cowboy       | 21 февраля 2016  | 3     | 4:25  | Питтсбург, США              |                                                               |
| Победа    | 13-2   | Майк Свик            | Единогласное решение       | UFC 189                                  | 11 июля 2015     | 3     | 5:00  | Лас-Вегас, США              |                                                               |
| Поражение | 12-2   | Нил Магни            | Единогласное решение       | UFC Fight Night: Henderson vs. dos Anjos | 23 августа 2014  | 3     | 5:00  | Талса, США                  |                                                               |
| Победа    | 12-1   | Шон Спенсер          | Раздельное решение         | UFC 171                                  | 15 марта 2014    | 3     | 5:00  | Даллас, США                 |                                                               |
| Победа    | 11-1   | Бен Уолл             | KO (удары руками)          | UFC Fight Night: Hunt vs. Bigfoot        | 7 декабря 2013   | 1     | 0:43  | Брисбен, Австралия          |                                                               |
| Победа    | 10-1   | Крис Хизерли         | Сдача (удушение сзади)     | Challenge MMA 2: Think Big               | 17 августа 2013  | 1     | 1:42  | Монреаль, Канада            |                                                               |
| Победа    | 9-1    | Райан Диксон         | Единогласное решение       | Challenge MMA 1: Sensations              | 11 мая 2013      | 3     | 5:00  | Сен-Жан-сюр-Ришелье, Канада |                                                               |
| Победа    | 8-1    | Стефан Ламарш        | Сдача (удушение сзади)     | Slamm 1: Garcia vs. Lamarche             | 30 ноября 2012   | 1     | 1:58  | Монреаль, Канада            |                                                               |
| Победа    | 7-1    | Мэтт Макгратт        | KO (удары руками)          | Ringside MMA 12: Daley vs. Fioravanti    | 21 октября 2011  | 1     | 0:34  | Монреаль, Канада            |                                                               |
| Поражение | 6-1    | Сет Бачински         | KO (удары руками)          | Ringside MMA 10: Cote vs. Starnes        | 9 апреля 2011    | 2     | 2:44  | Монреаль, Канада            | Бой за титул временного чемпиона Ringside в полусреднем весе. |
| Победа    | 6-0    | Тайлер Джексон       | Сдача (удушение сзади)     | Ringside MMA 9: Payback                  | 13 ноября 2010   | 1     | 4:51  | Монреаль, Канада            | Бой в промежуточном весе 79,4 кг.                             |
| Победа    | 5-0    | Рикки Гудолл         | Сдача (удушение сзади)     | Ringside MMA 7: No Escape                | 18 июня 2010     | 1     | 4:05  | Монреаль, Канада            |                                                               |
| Победа    | 4-0    | Джарет Макинтош      | TKO (удары руками)         | Ringside MMA 6: Rage                     | 10 апреля 2010   | 1     | 0:44  | Монреаль, Канада            |                                                               |
| Победа    | 3-0    | Мэтт Норткотт        | TKO (удары руками)         | Ringside MMA 5: Triple Threat            | 30 января 2010   | 3     | 3:44  | Монреаль, Канада            |                                                               |
| Победа    | 2-0    | Ти Джей Колетти      | TKO (удары руками)         | MFL 1: The Beginning                     | 17 октября 2009  | 1     | 3:34  | Монреаль, Канада            |                                                               |
| Победа    | 1-0    | Хоэль Валес          | Сдача (рычаг локтя)        | Alianza Full Contact                     | 28 августа 2009  | 1     | 1:24  | Санто-Доминго, Доминикана   |                                                               |